# Więzy krwi (serial telewizyjny 2001)
Więzy krwi – polski serial obyczajowy, emitowany w latach 2001–2002. Fabułą serialu są perypetie członków rodziny Bronowiczów.

## Obsada
- Barbara Krafftówna – Wiktoria
- Krzysztof Jasiński – Józef Bronowicz
- Artur Dziurman – Marek Bronowicz
- Małgorzata Zajączkowska – Danuta Dyka
- Piotr Siwkiewicz – Jan Bronowicz
- Joanna Brodzik – Ewa
- Piotr Rzymyszkiewicz – kierowca autobusu
- Jan Kociniak – August Bochenek
- Krystyna Tkacz – Halina Bochenek
- Sławomira Łozińska – Irena, matka Joanny
- Wojciech Pokora – ksiądz Adam
- Elżbieta Starostecka – Barbara
- Ewa Wencel – Łucja
- Andrzej Zaorski – Jerzy Kocharski, ojciec Ewy
- Waldemar Obłoza – Bogdan
- Natalia Rybicka – Marysia
- Jacek Kałucki – Andrzej
- Przemysław Sadowski – Łukasz Bronowicz
- Zdzisław Rychter – drwal
- Tomasz Morawski – Mateusz Bronowicz
- Antoni Ostrouch – drwal
- Dorota Piasecka – pielęgniarka
- Andrzej Róg – mężczyzna
- Janusz Bukowski – Stanisław
- Natasza Sierocka – Joanna
- Paulina Kinaszewska – Zosia
- Hanna Stankówna – Teresa
- Joanna Sydor – lekarka
- Anna Gornostaj – Sabina
- Beata Kawka – Ola
- Katarzyna Herman – Tamara
- Monika Maciążek – Krysia
- Agata Holc – Monika
- Bożena Szymańska – Lucyna
- Emilia Krzyżyńska – Ania Strzelecka
- Stefan Burczyk – Ignacy
- Tomasz Dedek – Chris Miller
- Sebastian Świąder – Michał
- Witold Wieliński – policjant
- Waldemar Błaszczyk – Marcin Bochenek
- Igor Przegrodzki – Zygmunt
- Waldemar Obłoza – Bogdan
- Mirosław Konarowski – Krawczuk
- Bartosz Kańtoch – Tomek
- Łukasz Włodarski – Maciek
- Michał Szmielak – Tadek
- Rafał Szajkowski – Paweł
- Arkadiusz Detmer
- Łukasz Jaźwiec